# Hessa bint Salman Al Jalifa
Hessa bint Salman Al Jalifa (c. 1933 – 5 de agosto de 2009) fue un miembro de la familia real bareiní.

## Biografía
Hessa bint Salman fue la reina consorte y viuda del Emir de Baréin, Isa bin Salman Al Jalifa, que reinó desde 1961 hasta su muerte en 1999. Se casaron el 8 de mayo de 1949. Fue la madre del Rey Hamad bin Isa Al Khalifa, el hijo mayor de la pareja.
Hessa bint Salman fue un personaje muy activo en causas caritativas durante toda su vida. El periódico barení Gulf Daily News se refiró a ella como una pionera en la promoción de causas humanitarias dentro y fuera de Baréin. Algunos de los proyectos más notables de Hessa bint Salman Al Khalifa incluyen el cuidado de los huérfanos, la ayuda a las mujeres divorciadas o viudas y la construcción de nuevas mezquitas en Baréin.
Hessa bint Salman Al Khalifa murió el 5 de agosto de 2009 en el Palacio de Al-Sakhir. Su funeral se celebró el 6 de agosto de 2009 en la Gran Mezquita Salman de Riffa.